# エリダール・リャザーノフ
エリダール・アレクサンドロヴィッチ・リャザーノフ（ロシア語: Эльдар Александрович Рязанов、Eldar Aleksandrovich Ryazanov、1927年11月18日 - 2015年11月30日）は、ソビエト連邦 / ロシアの映画監督、脚本家、詩人、俳優、教育者で、ソビエト連邦やロシアの日常生活を風刺した彼の大衆的な喜劇は旧ソ連の全域で賞賛された。

## 経歴
リャザーノフは、1977年にソビエト連邦国家賞を受賞し、1984年にソ連人民芸術家となった。1991年には『Небеса обетованные (Promised Heaven)』でニカ賞の最優秀監督賞を受賞した。
最も有名な代表作には、『すべてを五分で (Карнавальная ночь / Carnival Night)』（1956年）、『Гусарская баллада (Hussar Ballad)』（1962年）、『Берегись автомобиля (Beware of the Car)』（1966年）、『運命の皮肉、あるいはいい湯を (Ирония судьбы, или С лёгким паром! / The Irony of Fate)』（1975年）、『オフィス・ラブ (Служебный роман / Office Romance)』（1977年）、『Гараж (The Garage)』（1979年）、『ふたりの駅 (Вокзал для двоих / Station for Two)』（1984年）、『持参金のない娘 (Жестокий романс / A Cruel Romance)』（1984年）などがある。リャザーノフがおもに取り組んだジャンルは、悲喜劇であった。

## 病と死
リャザーノフは、2014年11月に脳梗塞に襲われた。2015年11月21日には、呼吸困難でモスクワの病院に入院した。彼は2015年11月21日深夜に心肺不全となり、88歳で死去した。

## 栄誉・受賞
- 祖国貢献勲章（ロシア語版）
  - 2級（2008年7月3日）- 国民映画の発展への卓越した貢献と長年にわたる創作活動に対して
  - 3級（1996年6月20日）- 国家への奉仕、国民映画と文化の発展への卓越した貢献に対して
- 労働赤旗勲章 - 2回受章（1969年、1977年）
- 人民友好勲章（ロシア語版）（1987年）
- 「友好の鍵」勲章（ケメロヴォ州、2007年）
- 芸術文化勲章（フランス）コマンドゥール
- 栄誉勲章（ジョージア）コマンダー（2008年）
- ロシア・ソビエト連邦社会主義共和国人民芸術家（1974年）
- ソ連人民芸術家（1984年）
- ソビエト連邦国家賞（1977年）- 『運命の皮肉、あるいはいい湯を』
- ロシア・ソビエト連邦社会主義共和国ワシリエフ兄弟国家賞（ロシア語版）（1979年）- 『オフィス・ラブ』
- 全連邦映画祭（ロシア語版）
  - コメディ映画1等賞（1958年）
  - 特別賞（1983年）
- ニカ賞：
  - 最優秀監督賞（1991年）
  - 最優秀フィクション映画賞（1991年）
  - 栄誉と尊厳賞（2006年）
- ツァールスコエ・セロー芸術賞（2006年）
- 小惑星 4258 Ryazanov は、リャザーノフに因んで命名された。